# 충동조절장애
충동조절장애(衝動調節障碍, Impulse control disorder, ICD)는 병적(病的)으로 도박에 몰두하는 것과 같이 본능적 욕구가 지나치게 강하거나 자기방어 기능이 약해져서 스스로 충동을 조절하지 못하는 정신 장애이다. 다른말로는 충동 조절 장애 증후군이라고 부른다.

## 유형
- 중독
- 간헐적 폭발 장애
- 경계성 인격 장애

## 같이 보기
- 행동 중독
- 생물심리사회 모델